# Jardin botanique de Lincoln Park

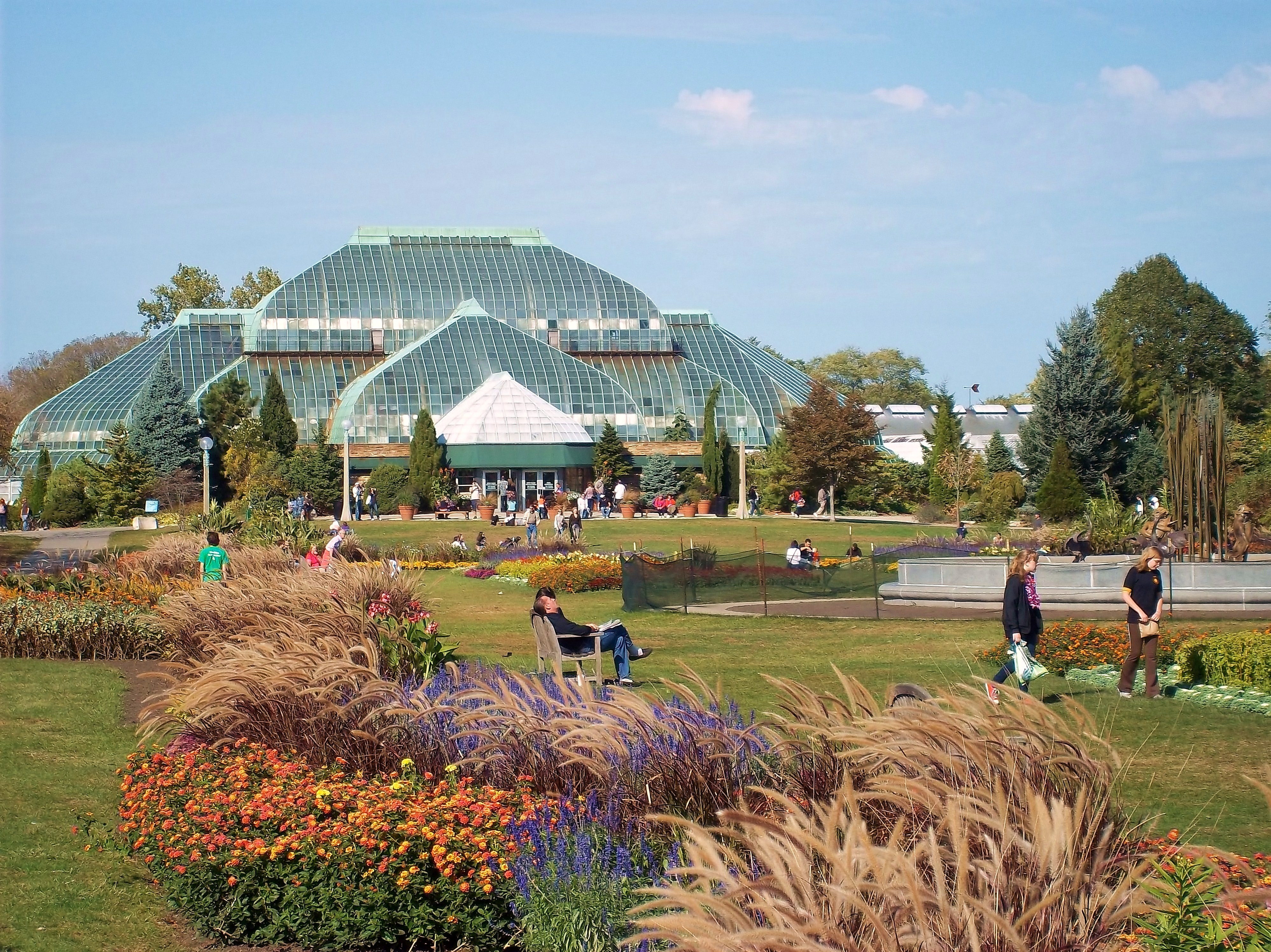
Le jardin botanique de Lincoln Park.

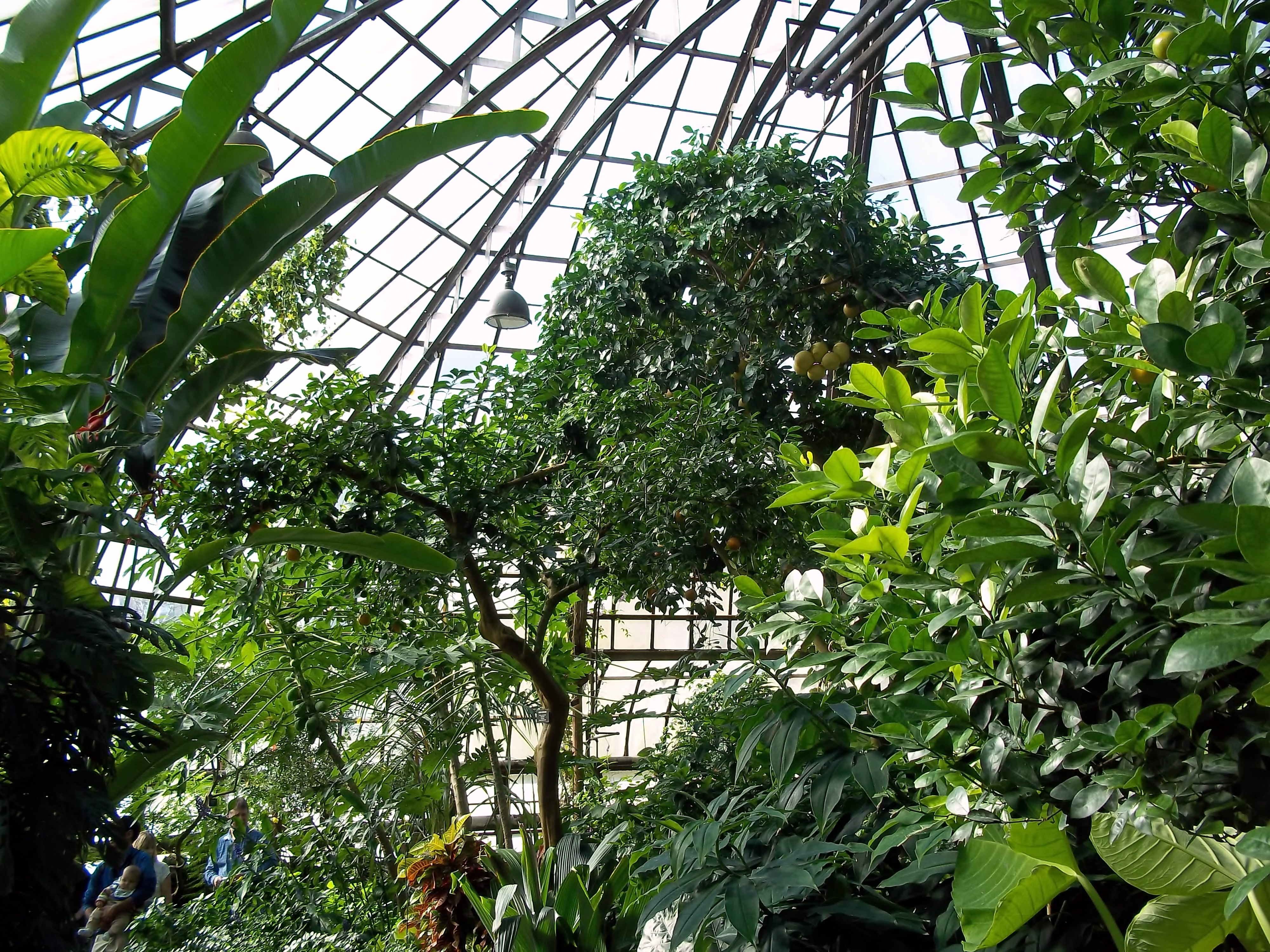
La serre du jardin botanique.

Le jardin botanique de Lincoln Park (en anglais : Lincoln Park Conservatory ou Lincoln Park Botanical Garden) est un conservatoire et jardin botanique situé dans le secteur de Lincoln Park à Chicago (Illinois, États-Unis). Le conservatoire existe depuis 1877 et se situe au 2391 North Stockdon Drive juste au sud de Fullerton Avenue, à l'ouest de Lake Shore Drive, et fait partie de Lincoln Park.
Situé près des rives du lac Michigan, il se trouve juste au nord du zoo de Lincoln Park. La piscine Alfred Caldwell Lily Pool et le North Pond Nature Sanctuary sont situés plus au nord le long de Stockton Drive. Tout comme le jardin botanique de Chicago et le conservatoire de Garfield Park dans l'ouest de Chicago, le jardin botanique de Lincoln Park renferme d'importantes collections horticoles, et prévoit des programmes éducatifs et communautaires.
Les conservatoires de Chicago étaient à l'origine des établissements de bienfaisance rattachés à des hôpitaux ou d'autres institutions caritatives ou religieuses. Ils ont fourni des plantes et des organismes à usage médical et destinés à la recherche. Au XIXe siècle, les habitants de la ville de Chicago, préoccupés par les effets néfastes de l'industrialisation croissante sont devenus fascinés par l'horticulture. À Chicago, deux commissions ont été organisées en 1869 et 1895.

## Commission

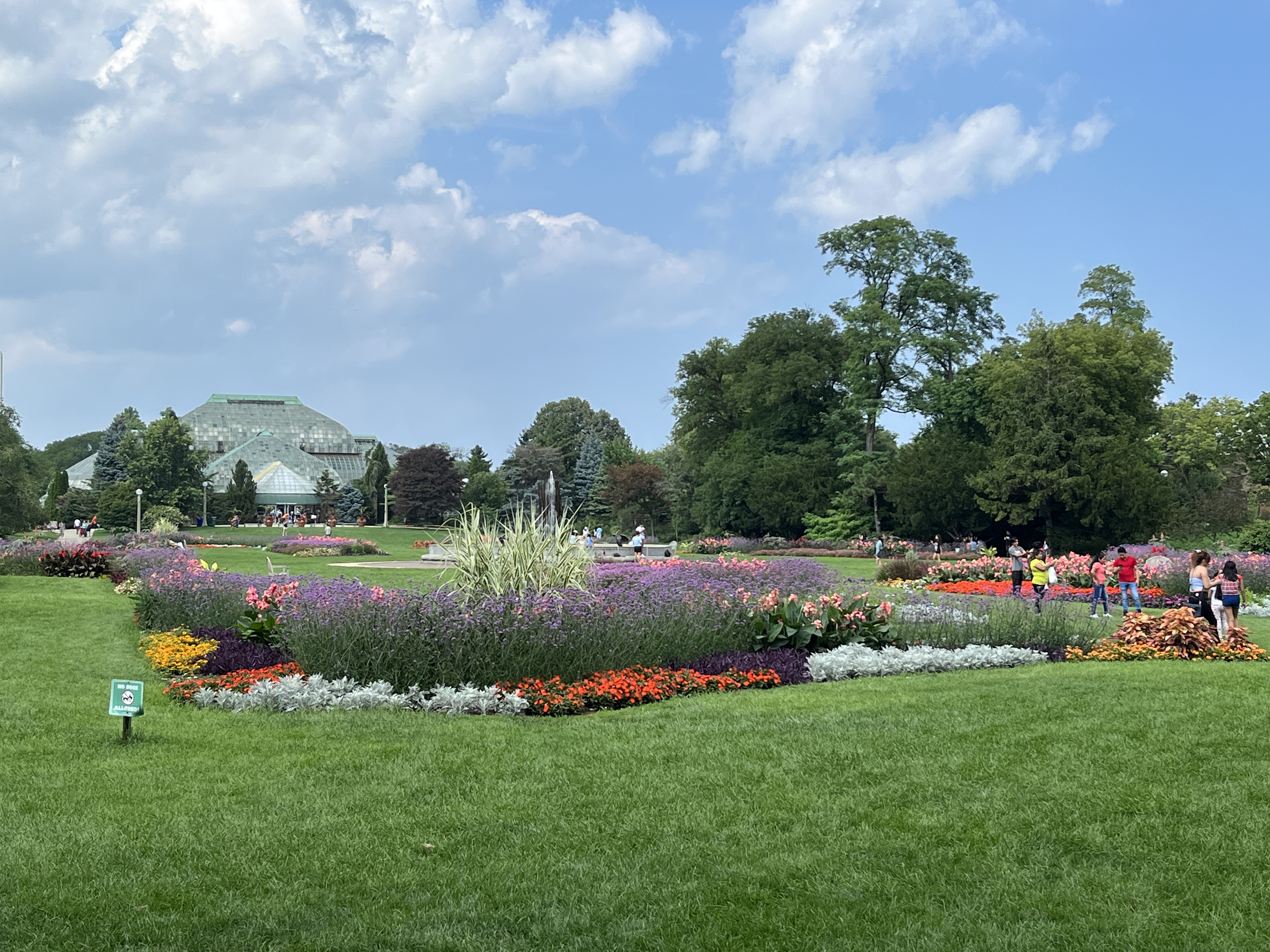
Jardins du conservatoire.

La commission de Lincoln Park a créé une grande serre sur le site de Lincoln Park en 1877 et a construit un jardin adjacent en 1880. Avec la révolution industrielle, les architectes ont commencé à utiliser le verre et l'acier dans la construction aux États-Unis et en Europe. De renommée nationale, l'architecte Joseph Lyman Silsbee conçut la serre victorienne en collaboration avec un autre architecte de Chicago, ME Bell. Silsbee a donné au conservatoire une forme exotique en créant une série de fermes sous la forme d'arcs en accolade.

## Jardins environnants
Tout au long de la longue histoire du jardin botanique de Lincoln Park, il y a eu une relation importante entre la structure et son paysage environnant. Douze lits de plantes annuelles d'été colorées et de plantes tropicales Storks at Play, aussi connu sous le nom de la fontaine de Eli Bates, par les sculpteurs Augustus Saint-Gaudens et Frederick William MacMonnies. Ce grand jardin formel est situé juste au sud du conservatoire de Lincoln Park. Appelé le grand jardin, il est un des plus anciens jardins publics de Chicago et vit le jour environ 20 ans avant le conservatoire. La commission de Lincoln Park a installé une fontaine en 1887.
Le Monument de Schiller, à l'extrémité sud du jardin, est une copie d'un monument original de Friedrich Schiller, le célèbre poète allemand. Elle a été coulée à Stuttgart (Allemagne) et érigée en 1886 par un groupe connu sous le nom des citoyens de Chicago (d'ascendance allemande). L'œuvre originale est considérée comme le chef-d'œuvre de son sculpteur, Ernst Bildhauer Rau. Le Monument William Shakespeare par William Ordway Partridge se trouve dans un vieux jardin anglais. Installé en 1894, il a été acheté grâce à un legs de Samuel Johnston, un magnat de l'immobilier de Chicago.